# Sonate K. 287
La sonate K. 287 (F.235/L.S.9) en ré majeur est une fantaisie pour orgue positif du compositeur italien Domenico Scarlatti.

## Présentation

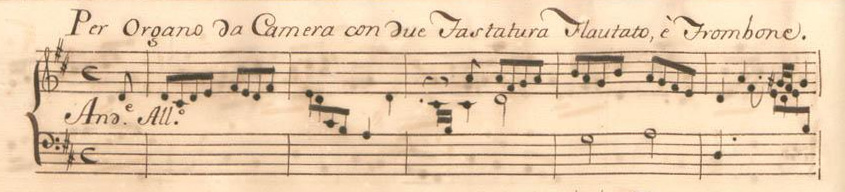
L'annotation « Per Organo… » du manuscrit de Parme.

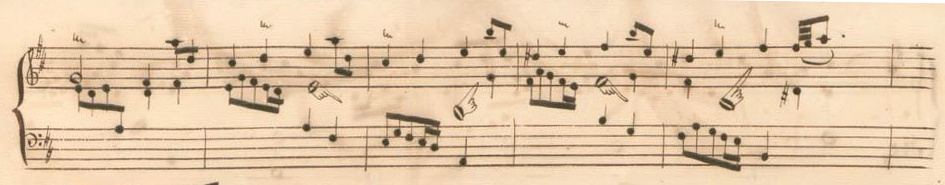
L'indication des registres par de petites mains du manuscrit de Parme.

La sonate, ou plutôt la fantaisie K. 287, en ré majeur, notée Andante allegro, forme une paire avec la sonate suivante, plus « impétueuse et virtuose ». Comme sa consœur, elle est à deux voix (avec quelques sections à trois). « Pure et sereine », elle ressemble aux cinq sonates appelées « fugue » dans les sources.
Scarlatti précise sur la partition qu'elle est destinée à un orgue positif doté de deux claviers aux registres de flûte et anche (« organo da camera con due tastatura flautato è trombone »). Les changements de manuels sont figurés par une petite main dessinée sur le manuscrit dont l'index pointe en haut ou en bas.
C'est la première des trois œuvres spécifiquement notées pour orgue dans le corpus, avec la K. 328 qui porte des indications complètes pour le changement de clavier. D'autres « sonates » sont candidates, notamment certaines des fugues (K. 41, 58 et 93) et la K. 254,.

## Manuscrits
Le manuscrit principal est le numéro 22 du volume V (Ms. 9776) de Venise (1753), copié pour Maria Barbara ; l'autre est Parme VII 17 (Ms. A. G. 31412).

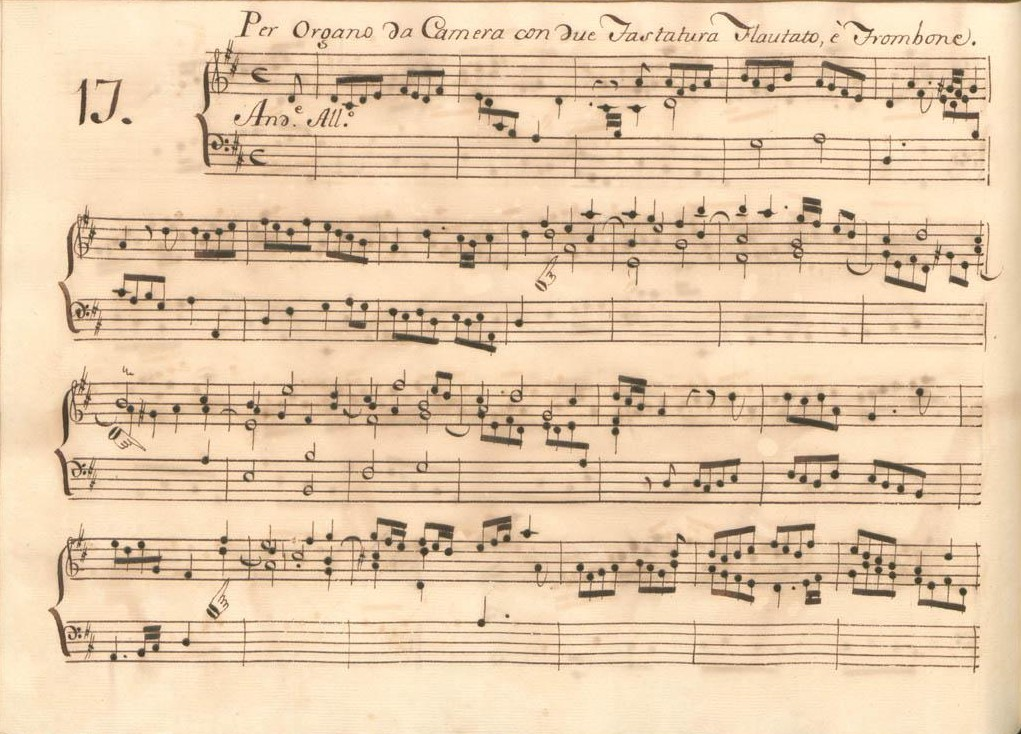
Parme VII 17.
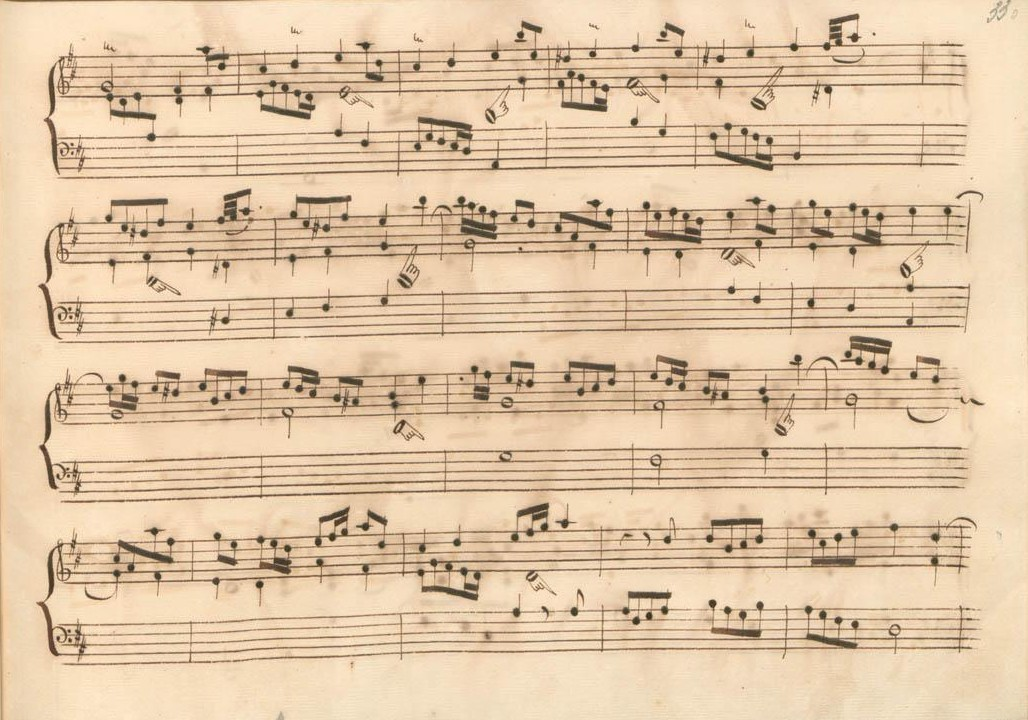
Parme VII 17.
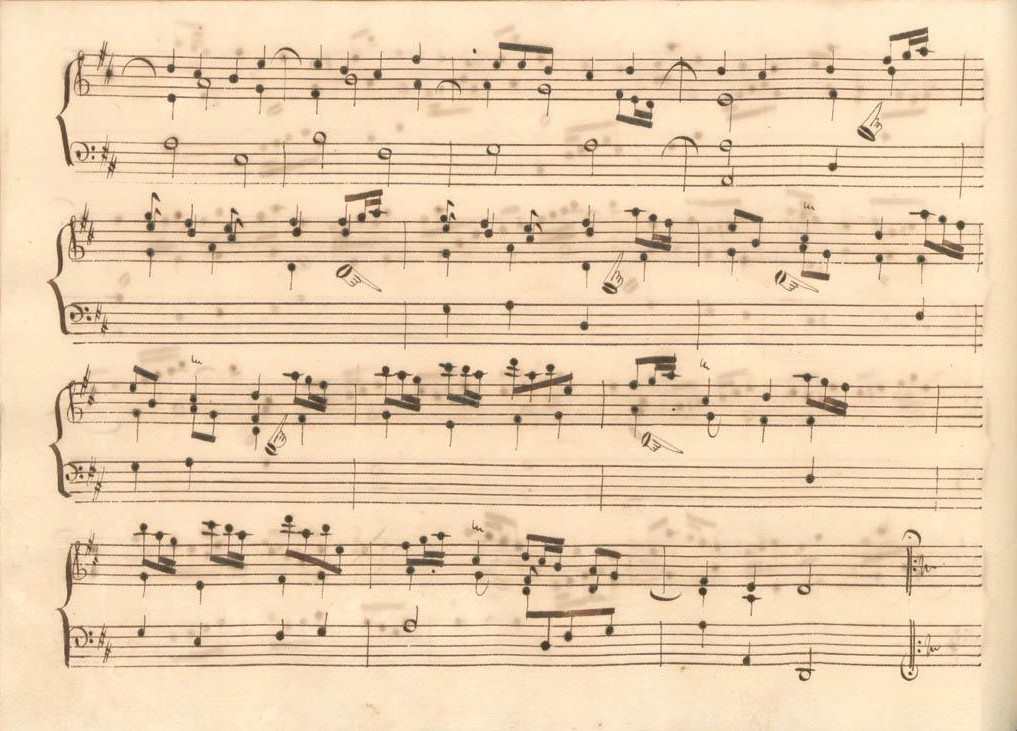
Parme VII 17.
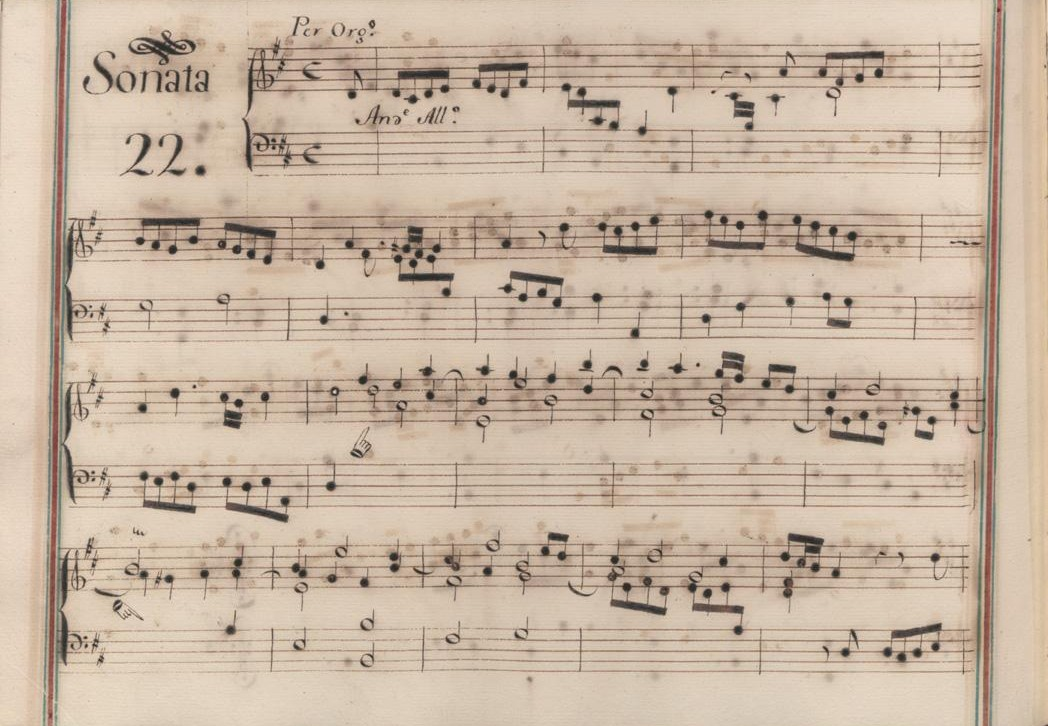
Venise V 22.

## Interprètes

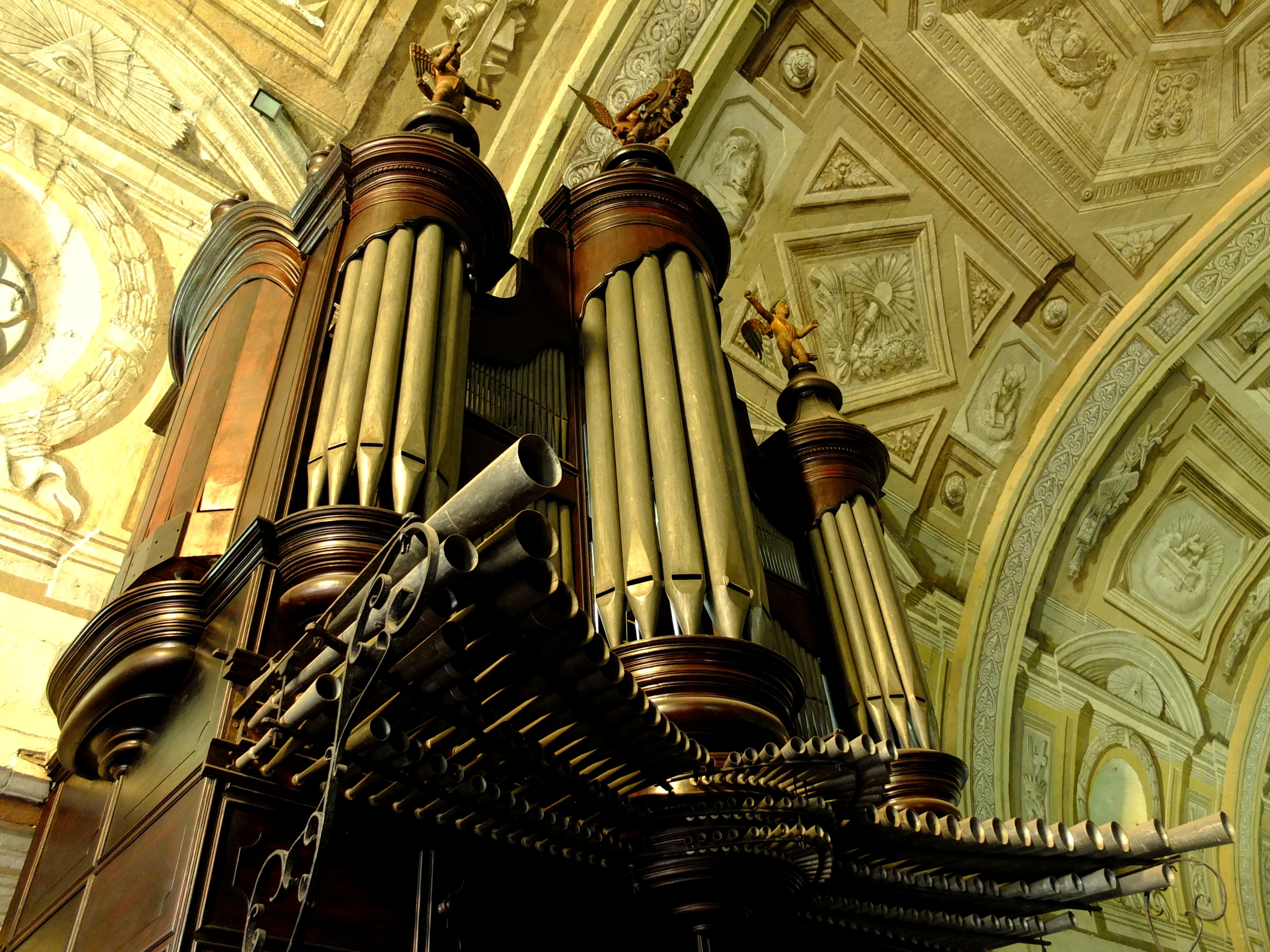
Orgue de l'église Saint-Augustin de Manille, touché par Guy Bovet.

La sonate K. 287 est défendue au piano notamment par Carlo Grante (2012, Music & Arts, vol. 3) ; à l'orgue par Stefano Innocenti (1979, Erato), Scott Ross à l'orgue de l'abbaye de Saint-Guilhem-le-Désert (1985, Erato), Massimo Nosetti à l'orgue de Santa Maria Maggiore de Dardago (1994, Syrius SYR 141305), Andrea Marcon à l'orgue Gaetano Callido 1778/1779 de l'église San Nicolò de Trévise (1996, Divox), Sergio Vartolo, orgue de l'église Santa Maria de Vérone (1998, Stradivarius, vol. 3), Richard Lester (2002, Nimbus, vol. 2), Vincent Boucher (2005, Atma), Guy Bovet à l'orgue de l'église Saint-Augustin de Manille (2012, Gallo) et Nicola Reniero (2016, Brilliant Classics).

## Sources
: document utilisé comme source pour la rédaction de cet article.
- Ralph Kirkpatrick (trad. de l'anglais par Dennis Collins), Domenico Scarlatti, Paris, Lattès, coll. « Musique et Musiciens », 1982 (1re éd. 1953 (en)), 493 p. (ISBN 978-2-7096-0118-4, OCLC 954954205, BNF 34689181).
- Alain de Chambure, « Domenico Scarlatti : Intégrale des sonates — Scott Ross », Erato (2564-62092-2), 1985 (OCLC 891183737) .
- Michel Roubinet, « Domenico Scarlatti », dans Guide de la musique d'orgue : sous la direction de Gilles Cantagrel, Fayard, 1991, 840 p. (ISBN 978-2-213-02772-2), p. 697–698.
- (en) Carlo Grante, « Domenico Scarlatti, intégrale des sonates pour clavier (vol. 3) », Music & Arts (CD-1292), 2013 (OCLC 907929504) .